# Povijest jedne duše
Povijest jedne duše (fra. Histoire d'une âme) katolička je knjiga autobiografskih rukopisa sv. Terezije od Djeteta Isusa. Objavljena je 1898., neposredno nakon autoričine smrti. Djelo je odmah doživjelo veliki uspjeh. Ova je knjiga do sada prevedena na više od 50 jezika, a ukupna naklada procjenjuje se na preko 500 milijuna primjeraka. Jedna je od najpoznatijih i najvrijednih knjiga, koju je napisao neki svetac.

## Povijest
Knjiga je nastala od tri različita rukopisa sv. Terezije, različite duljine, napisanih u različito vrijeme, namijenjenih različitim ljudima. Prvi dio rukopisa u kojem Terezija od 1895. do 1896. opisuje uspomene iz ranog djetinjstva i života u obitelji nastao je na zamolbu priorice samostana Majke Agneze. Drugi dio rukopisa nastao je 1896. na poticaj njezine sestre i krsne kume, s. Marije od Presvetoga Srca, koja je željela upoznati njezin duhovni život, njezin »mali put predanja i ljubavi«. Posljednji rukopis iz 1897. namijenjen je Majci Mariji od sv. Alojzija Gonzage, koja je bila priorica samostana u vrijeme njenog ulaska u samostan kao i u vrijeme njene smrti.
Prvo objavljeno izdanje opsežno je revidirala Terezijina sestra, a kako bi se tekstu dala klasična autobiografska struktura, pojavilo se promijenjeno izdanje iz 1956. godine. U početku je knjiga objavljena s namjerom prikaza memoara samostana karmelićanki i njima bliskih religioznih ljudi, za što je tiskana u oko dvije tisuće primjeraka. Međutim, postala je urednički fenomen i vrlo brzo postala popularna pa je doživjela brojna nova izdanja u velikim nakladama.
Od prvih godina izdanja djelo je imalo velik duhovni utjecaj. Mnogi su ljudi (uključujući i neke do danas proglašene blaženima) izjavili, da su se promijenili čitajući djelo. Mnoge redovnice također su tvrdile, da su se zaredile, nakon što su pročitale knjigu "Povijest jedne duše".
O stotoj obljetnici smrti sv. Terezije od Djeteta Isusa, papa Ivan Pavao II. proglasio je 1997. godine Tereziju naučiteljicom Crkve, ponajviše upravo zbog "Povijesti jedne duše". Crkva je na taj način potvrdila, da je Terezija naučiteljica duhovnog života kroz jedan nauk koji je u isto vrijeme jednostavan i dubok. Sv. Terezija najmlađa je od svih crkvenih naučitelja i treća svetica, koja je službeno dobila taj naziv (nakon sv. Terezije Avilske i sv. Katarine Sijenske). Katekizam Katoličke Crkve sadrži mnoštvo navoda iz spisa sv. Male Terezije.
Na hrvatski jezik djelo su prevodili Milan Pavelić i Stjepan Hosu.

## Sadržaj
U svojim rukopisima, dok pripovijeda o svom životu, sv. Terezija na jednostavan način razvija teologiju, koju je nazvala "malim putem". Ona svojim ”malim putem” donosi ljudima radosnu poruku mira, vedre pobožnosti pune pouzdanja. Terezija za njega veli, da je to »put duhovnoga djetinjstva, put pouzdanja i potpunoga predanja«. Njezina je želja dušama pokazati mala sredstva koja su se kod nje tako dobro potvrdila, tj. »po malim svakodnevnim žrtvama Gospodinu darivati cvijeće, pridobivati ga malim ljubaznostima«. Za Tereziju biti malen prije svega znači »priznati svoju ništavost, sve očekivati od dragoga Boga, ne žalostiti se previše zbog svojih pogrešaka«. U knjizi među ostalima kaže: "”Bog ne treba naših djela, nego samo našu ljubav” i "Bog ne traži savršenost, nego samo zahtijeva da se trudimo oko savršenosti. Samo to je svetost – nastojanje. Svetost je na dohvatu i najružnijemu, najpokvarenijemu." Suočena s vlastitim ograničenjima i bolestima koje bi mnoge obeshrabrile, sv. Terezija od Djeteta Isusa se, umjesto strmim i skliskim putom traganja za vlastitim savršenstvom, uputila drukčijim, malim putom – odlučila se, usprkos vlastitim slabostima, uspinjati pouzdanjem u Božju ljubav.

## Adaptacije
Knjiga je u nekoliko navrata adaptirana za kazalište i film. Od 1929. godine bilo je najmanje sedam filmova nadahnutih knjigom, a posljednji je bio Terezija: Priča o sv. Tereziji iz Lisieuxa (eng. Thérèse: The Story of Saint Thérèse of Lisieux) Leonarda Defilippisa iz 2004. godine. Godine 1989. dobila je nagradu Francuske akademije. 

## Vanjske poveznice
Ostali projekti
|  | Zajednički poslužitelj ima još gradiva o temi Povijest jedne duše |

Mrežna mjesta
- Povijest jedne duše